# NGC 6372
NGC 6372 es una galaxia espiral (Sc) localizada en la dirección de la constelación de Hércules. Posee una declinación de +26° 28' 29" y una ascensión recta de 17 horas, 27 minutos y 31,9 segundos.
La galaxia NGC 6372 fue descubierta en 19 de mayo de 1784 por William Herschel.